# 박한재
박한재(朴漢載, 1961년 5월 8일 ~ )는 대한민국의 정치인이다. 제4대 부산광역시의원, 제40대 부산광역시 동구청장이다.

## 학력
- 수정초등학교 졸업
- 금성중학교 졸업
- 배정고등학교 졸업
- 동아대학교 무역학과 학사
- 동아대학교 경영대학원 경영학 석사
- 동아대학교 경영대학원 경제학 박사

## 경력
- (전)2006 세계장애인역도선수권대회 조직위원회 위원장
- (전)부산광역시 동구 청소년위원회 위원
- (전)2002.07 ~ 2006.06 제4대 부산광역시의회 의원
- (전)제2대 부산광역시 교육위원회 부의장
- (전)제3대 부산광역시 교육위원회 부의장
- (전)부산광역시 동구 장애인협회 후원회장
- (전)부산광역시 장애인역도연맹 회장
- (전)영산대학교 겸임교수
- (전)성심외국어대학 겸임교수
- (전)동명대학교 겸임교수
- (전)동아대학교 국제무역학과 겸임교수
- (전)부산가톨릭대학교 경영학과 겸임부교수
- (전)부산광역시 장애인역도연맹 명예회장
- (전)세계장애인역도연맹 부회장
- (전)부산광역시 동구생활체육회장
- (전)2010.07 ~ 2011.07 부산광역시 동구청장

## 역대 선거 결과
|  | 0% |

|  | 55.00% |